# Романс, Маргарет
Маргарет Романс (англ. Margaret Romans; 16 марта 1912, Рига, Российская империя) — канадская супердолгожительница, чей возраст подтверждён GRG. Является 13-м старейшим живущим жителем мира и старейшей живущей жительницей Канады.

## Биография
Маргарет Романс родилась 16 марта 1912 года в Риге, тогда входившей в состав Российской империи. Она училась на художника по керамике.
Маргарет помнит бомбёжки в начале Второй мировой войны. В 1941 году она вышла замуж за Генриха Романса, устроив скромную свадьбу из-за войны и оккупации. Детей у пары не было.
Вскоре после свадьбы пара была вынуждена бежать из Латвии. Они прожили в Германии несколько лет, прежде чем эмигрировать в Канаду в 1947 году. Маргарет заметила, что ландшафт Канады похож на ландшафт Латвии.
Она работала преподавателем рисования в YMCA, а её муж работал инженером. Маргарет поддерживала связь со своими бывшими учениками на протяжении всей своей жизни, а также обучала несколько поколений их семей. Ей нравилось путешествовать и посещать такие места, как Берлин и Париж.
В 2002 году Романс овдовела и жила самостоятельно в Уэстмаунте, Квебек, до 107 лет, после чего переехала в дом престарелых Château Pierrefonds на Западном острове в Монреале, где её комната украшена собственными произведениями искусства.
В 2024 году, когда ей исполнилось 112 лет, Маргарет всё ещё могла ходить с посторонней помощью и следить за текущими событиями.
На 2024 год она проживала в Сент-Женевьеве, Монреаль, Квебек, Канада.

## Рекорды долголетия
- 16 марта 2022 года стала супердолгожителем.
- 28 сентября 2024 года её возраст был тщательно обследован и подтверждён Исследовательской группой геронтологии.
- 8 апреля 2024 года, после смерти 112-летней Аннет Сабурен Брюне, она стала самым старым живым жителем Квебека.
- 3 января 2025 года, после смерти 112-летней Хейзел Скьюс[5], она стала старейшим ныне живущим человеком в Канаде[6].